# Peripteros

Grundriss eines Peripteros

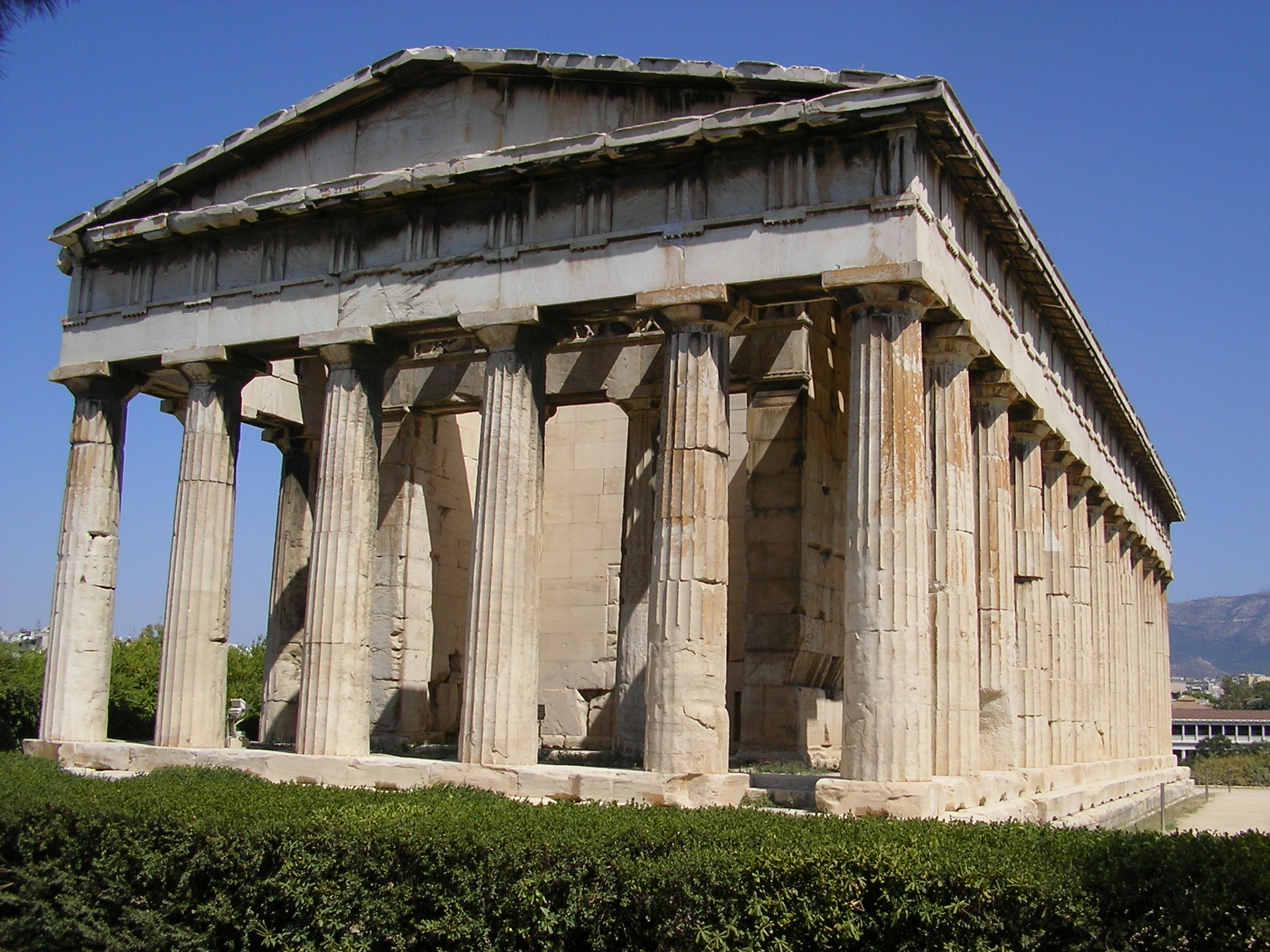
Das Hephaisteion in Athen in Griechenland

Peripteros (altgriechisch περίπτερος [ναός] perípteros [náos] „der ringsbeflügelte [Tempel]“, auch Peripteraltempel oder Ringhallentempel genannt) ist ein Typus des antiken Tempels, bei dem die Cella von einem durch einen Säulenkranz (Peristasis) begrenzten Umgang (Pteron) umgeben ist. 
Der Peripteros ist wohl die bekannteste und am weitesten verbreitete Form des griechischen Tempels. Sein Naos ist fast immer als Antentempel oder Doppelantentempel gebildet. Daher weist der Peripteros in der Regel einen Pronaos und eventuell einen Opisthodom auf, die aus den vorspringenden Anten und zumeist zwei dazwischen stehenden Säulen gebildet sind. 
Der Peripteros hat in der Regel sechs Säulen an Fronten und Rückseiten. Die Anzahl der Säulen an den Langseiten konnte hingegen stark variieren. War sie vor allem in archaischer Zeit hoch (Heraion in Olympia (Griechenland) mit 6 × 16 Säulen), pendelte sich für die dorischen Tempel die Lösung mit 13 Säulen an den Langseiten in klassischer Zeit ein. Doch kamen auch Tempel mit 6 × 15 Säulen (Apollontempel in Delphi) oder 6 × 14 (Tempel der Athena Alea in Tegea) weiterhin vor, wenn auch nur als Reminiszenz an archaische Vorbilder. Am Übergang zum Hellenismus konnten die Proportion gedrungener ausfallen, wie die Tempel des Asklepios in Epidauros mit 6 × 11 Säulen oder der Athena in Pergamon mit 6 × 10 Säulen beweisen. Eine Sonderform unter den dorischen Tempeln stellt der Parthenon auf der Akropolis von Athen mit seinen 8 × 17 Säulen dar. Gleichwohl folgt auch er dem klassischen Verhältnis der Säulendisposition nach dem Schema Frontsäulen : Flankensäulen = n : 2n + 1.
Peripteroi ionischer Ordnung waren meist etwas kleiner dimensioniert und gedrungener in ihrem Säulenverhältnis. So hatte der Zeustempel in Labraunda nur 6 × 8 Säulen, der Apollontempel in Alabanda nur 6 × 9 Säulen, der Athenatempel in Priene 6 × 11 Säulen. Gleichwohl konnten auch dort Tempel archaischer Zeit 6 × 18 Säulen aufweisen (Heraion von Samos).
Unkonventionell fielen oftmals die Peripteroi in Großgriechenland aus. Neben klassischen Lösungen (Athenatempel in Paestum mit 6 × 13 Säulen) hatten zahlreiche Tempel gestreckte Proportionen von 6 × 14 oder 6 × 15 Säulen, was bei vielen auf ihre Entstehung in archaischer Zeit zurückzuführen ist. Doch gab es auch Tempel mit einer ungeraden Anzahl der Frontsäulen wie dem Heratempel I (sogenannte Basilika) in Paestum mit seinen 9 × 18 Säulen, der dennoch nicht als Pseudodipteros zu betrachten ist. Bei diesem Tempel waren entgegen allen Gepflogenheiten die Frontjoche gegenüber den Flankenjochen verkürzt, während die klassische Lösung die umgekehrte Ausführung oder gleichmäßige Jochweiten erwarten ließe. 
Überhaupt findet sich in Unteritalien viel häufiger eine gewisse Unabhängigkeit der einzelnen Gebäudeteile. Während die Tempel des Mutterlandes oder Ioniens den Naos fest in den Rhythmus der Säulenstellung eingebunden haben, indem Säulenfluchten und Wandfluchten sich eindeutig aufeinander bezogen, scheinen die großgriechischen Baukörper in der umgebenden Ringhalle zu schwimmen. Oft waren weder die Cellawände auf die Frontsäulen in irgendeiner Form ausgerichtet, noch schlossen die Anten mit einer aus unterem Säulendurchmesser oder den Achsweiten zu ermittelnden Linie ab.
Die wenigen als Peripteros anzusprechenden Tempel Unter- und Mittelitaliens weisen immer gedrungene Säulenverhältnisse auf, wie der Apollotempel in Pompeii (6 × 10 Säulen), Tempel A in der Area sacra di Largo Argentina in Rom (6 × 9 Säulen) oder der Castortempel auf dem Forum Romanum in Rom (6 × 11 Säulen).
Auch im Alten Ägypten wurden Tempel in ähnlicher Form als Umgangstempel gebaut, ein Beispiel ist der Tempel Amenophis III. auf Elephantine.

## Verwandte Tempeltypen
Sind die Säulen der Langseiten dem Naos nur als Halbsäulen vorgeblendet, spricht man von einem Pseudoperipteros. Ein Peripteros mit einem doppelten Säulenkranz wird als Dipteros bezeichnet. Auch diese Bauform kommt in einer Abwandlung vor, dem Pseudodipteros, dessen innere Säulenstellung weggelassen wurde. In der italischen Baukunst gab es ein Grundrissschema, bei dem auf die rückwärtige Säulenhalle verzichtet wurde und das – Vitruv folgend (3,2,5) – als Peripteros sine postico angesprochen wird.

## Weitere Beispiele
- der Tempel des Hephaistos auf der Agora von Athen
- der Poseidontempel von Kap Sounion
- die Tempel von Paestum
- die Tempel von Akragas
- der Tempel von Passaron